# Eparchia pskowska
Eparchia pskowska – jedna z eparchii Rosyjskiego Kościoła Prawosławnego, z siedzibą w Pskowie. Jej obecnym ordynariuszem jest metropolita pskowski i porchowski Arseniusz (Pieriewałow), zaś funkcję katedry pełni sobór Trójcy Świętej w Pskowie.
Eparchia wchodzi w skład metropolii pskowskiej.

## Historia
Eparchia powstała w 1589, została wydzielona z eparchii nowogrodzkiej. Początkowo jej terytorium ograniczało się do Pskowa, najbliższych miast oraz ujazdów pskowskiego, izborskiego, ostrowskiego, opoczeckiego i gdowskiego. Od lat 60. XVIII w. należał do niej także ujazd wielkołucki. Do 2014 granice eparchii pokrywały się z terytorium obwodu pskowskiego. W wymienionym roku z administratury wydzielono eparchię wielkołucką.
Eparchia nosiła kolejno nazwę:
- pskowska i izborska 1589–1616
- pskowska, izborska i narwska 1616–1764
- pskowska i ryska 1764–1799
- pskowska, inflancka i kurlandzka 1799–1833
- pskowska i inflancka 1833–1850
- pskowska i porchowska, pskowska i wielkołucka, pskowska i toropiecka, ponownie pskowska i porchowska od 1850 do 1990
- pskowska i wielkołucka 1990–2014
- pskowska – od 2014.

## Dekanaty
Według danych z 2015 r. eparchia dzieliła się na 9 dekanatów: 
- diedowicki (9 parafii)
- gdowski
- ostrowski
- pieczorski
- plusski
- porchowski
- pskowski miejski
- pskowski rejonowy
- pytałowski

Na ich terenie działało 159 cerkwi i 96 kaplic obsługiwanych przez 140 kapłanów.

## Monastery
Eparchii pskowskiej podlegały w 2015 r. następujące klasztory:
- Monaster Pskowsko-Pieczerski, męski
- Monaster Zwiastowania i św. Nikandra w Lubowcu, męski
- Miroski Monaster Przemienienia Pańskiego, męski
- Monaster Krypiecki, męski
- Snietogórski Monaster Narodzenia Matki Bożej, żeński
- Monaster Trójcy Świętej w Tworożkowie, żeński
- Monaster Wprowadzenia Matki Bożej do Świątyni w Sigoricach, żeński
- Simański Monaster Przemienienia Pańskiego i Kazańskiej Ikony Matki Bożej w Ostrowie, żeński
- Monaster Przemienienia Pańskiego Eleazara Pskowskiego, żeński

## Biskupi pskowscy[4]
- Misael 1589–1592
- Gennadiusz 1595–1608
- Józef 1610
- Sylwester 1613–1615
- Joachim 1616–1623
- Paweł 1623–1627
- Joazaf 1627–1634
- Leukiusz 1634–1649
- Makary 1649–1664
- Arseniusz 1665–1681
- Marceli 1681–1690
- Hilarion (Smirnow) 1691–1693
- Józef (Rimski-Korsakow) 1698–1717
- Teofan (Prokopowicz) 1718–1725
- Teofilakt (Łopatinski) 1725
- Rafał (Zaborowski) 1725–1731
- Warłaam (Lenicki) 1731–1739
- Stefan (Kalinowski) 1739–1745
- Szymon (Todorski) 1745–1754
- Beniamin (Pucek-Hryhorowicz) 1758–1761
- Gedeon (Krinowski) 1761–1763
- Innocenty (Nieczajew) 1763–1798
- Ireneusz (Klemientiewski) 1798–1814
- Metody (Smirnow) 1814–1815
- Eugeniusz (Bołchowitinow) 1816–1822
- Eugeniusz (Kazancew) 1822–1825
- Metody (Piszniaczewski) 1825–1834
- Nataniel (Pawłowski) 1834–1849
- Platon (Gorodiecki) 1850–1856
- Eugeniusz (Bażenow) 1856–1862
- Teognost (Lebiediew) 1862–1869
- Paweł (Dobrochotow) 1869–1882
- Nataniel (Soborow) 1882–1885
- Hermogen (Dobronrawin) 1885–1893
- Antonin (Dierżawin) 1893–1902
- Sergiusz (Łanin) 1902–1903
- Arseniusz (Stadnicki) 1903–1910
- Aleksy (Mołczanow) 1910–1912
- Euzebiusz (Grozdow) 1912–1919
- Gennadiusz (Tubierozow) 1919–1922
- Warłaam (Riaszencew) 1923–1925
- Mikołaj (Pokrowski) 1925–1927
- Teofan (Tulakow) 1927–1935
- Teodor (Jackowski) 1935–1936
- Grzegorz (Czukow) 1944–1945
- Justyn (Malcew) 1949
- Jan (Razumow) 1954–1959, ponownie 1960–1987
- Włodzimierz (Kotlarow) 1987–1993
- Euzebiusz (Sawwin) 1993–2018[5]
- Tichon (Szewkunow) 2018[5]-2023[6]
- Arseniusz (Pieriewałow) 2023[7]-2024[8]
- Mateusz (Kopyłow) od 2024[8]